# FETUB
FETUB (англ. Fetuin B) – білок, який кодується однойменним геном, розташованим у людей на короткому плечі 3-ї хромосоми.  Довжина поліпептидного ланцюга білка становить 382 амінокислот, а молекулярна маса — 42 055.
| 10         |  | 20         |  | 30         |  | 40         |  | 50         |
| ---------- |  | ---------- |  | ---------- |  | ---------- |  | ---------- |
| MGLLLPLALC |  | ILVLCCGAMS |  | PPQLALNPSA |  | LLSRGCNDSD |  | VLAVAGFALR |
| DINKDRKDGY |  | VLRLNRVNDA |  | QEYRRGGLGS |  | LFYLTLDVLE |  | TDCHVLRKKA |
| WQDCGMRIFF |  | ESVYGQCKAI |  | FYMNNPSRVL |  | YLAAYNCTLR |  | PVSKKKIYMT |
| CPDCPSSIPT |  | DSSNHQVLEA |  | ATESLAKYNN |  | ENTSKQYSLF |  | KVTRASSQWV |
| VGPSYFVEYL |  | IKESPCTKSQ |  | ASSCSLQSSD |  | SVPVGLCKGS |  | LTRTHWEKFV |
| SVTCDFFESQ |  | APATGSENSA |  | VNQKPTNLPK |  | VEESQQKNTP |  | PTDSPSKAGP |
| RGSVQYLPDL |  | DDKNSQEKGP |  | QEAFPVHLDL |  | TTNPQGETLD |  | ISFLFLEPME |
| EKLVVLPFPK |  | EKARTAECPG |  | PAQNASPLVL |  | PP         |  |            |

A: Аланін

C: Цистеїн

D: Аспарагінова кислота

E: Глутамінова кислота

F: Фенілаланін

G: Гліцин

H: Гістидин

I: Ізолейцин

K: Лізин

L: Лейцин

M: Метіонін

N: Аспарагін

P: Пролін

Q: Глутамін

R: Аргінін

S: Серин

T: Треонін

V: Валін

W: Триптофан

Кодований геном білок за функціями належить до інгібіторів протеаз, інгібіторів металоферментів, фосфопротеїнів. 
Задіяний у таких біологічних процесах як запліднення, поліморфізм, альтернативний сплайсинг. 
Секретований назовні.